# Unità centrale
L'unità centrale è il blocco hardware di un computer che comprende, oltre all'unità di elaborazione che sovrintende tutte le funzionalità di un elaboratore elettronico.

## Descrizione

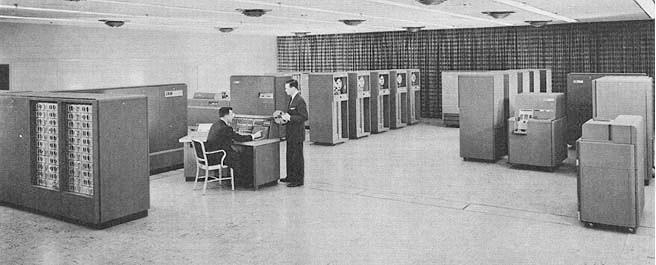
l'unità di elaborazione IBM 702 Data Processing System, che sovrintende tutte le funzionalità del computer è il grande blocco hardware situato alla sinistra dell'operatore seduto alla console.

Si compone, oltre che di un blocco principale almeno un'altra principale componente logico-funzionale del computer (come ad esempio la memoria centrale). È tipica di quei sistemi costituiti da più elementi collegati fra loro via cavo.
Non sempre però un computer presenta tale dispositivo hardware: sia perché il computer può essere costituito da un unico blocco hardware (come ad esempio nel caso dell'Atanasoff-Berry Computer) o essere incorporato in una macchina più grande (quindi quando il computer è un sistema embedded); sia perché, l'unità di elaborazione che sovrintende tutte le funzionalità del computer, può costituire un blocco hardware a sé (collegato alle altre componenti del computer al massimo via cavo) o anche più blocchi hardware. Quest'ultimo è ad esempio il caso dei computer a valvole termoioniche, occupanti intere stanze, costruiti negli anni '40 e '50 del secolo scorso. Esempi di tali computer sono l'ENIAC, presentato al pubblico il 14 febbraio 1946, e l'IBM 702 Data Processing System, annunciato al pubblico il 25 settembre 1953.

## Utilizzo

### Nei personal computer (PC)

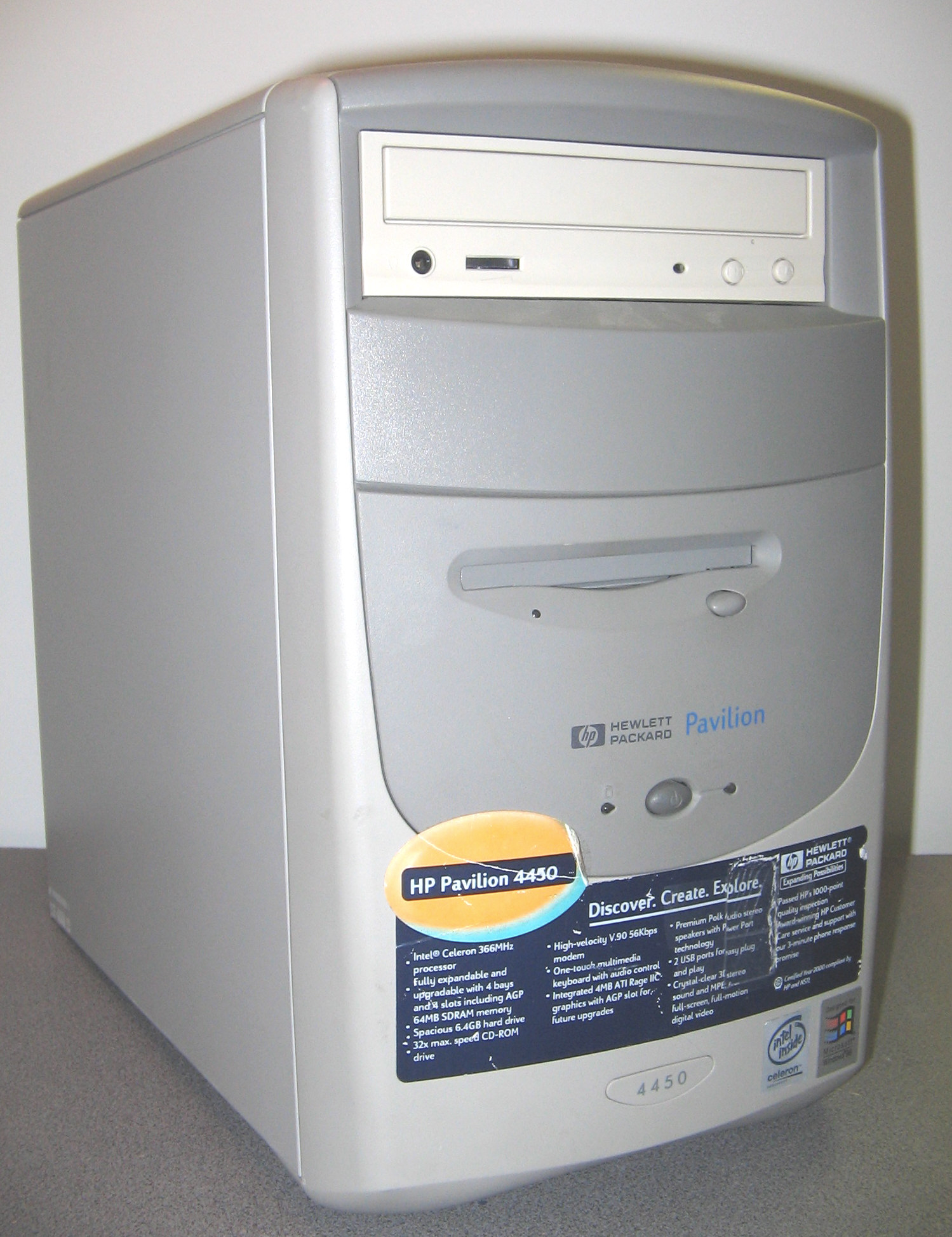
L'unità centrale di un desktop computer non all-in-one

I moderni personal computer general purpose hanno sempre l'unità centrale. Sia perché, grazie all'avvento della microelettronica, oggi il livello di integrazione delle componenti logico-funzionali del computer è altissimo (quindi difficilmente l'unità di elaborazione che sovrintende tutte le funzionalità del computer costituisce un blocco hardware a sé). Sia perché, anche quando tutte le principali componenti hardware del personal computer costituiscono un unico blocco, il personal computer è sempre dotato di varie porte per la connessione di periferiche esterne (come ad esempio l'unità di stampa, l'unità a disco, il modem, ecc.) opzionali (cioè non comprese nella confezione di vendita del personal computer).

### Nei desktop computer
Nei desktop computer l'unità centrale comprende la maggior parte delle principali componenti logico-funzionali del computer nonché l'alimentatore elettrico. Restano escluse periferiche esterne non indispensabili al funzionamento del computer come ad esempio la stampante o gli altoparlanti. Se il computer non è un computer all-in-one, l'unità centrale non comprende neanche la principale interfaccia utente di output, il display, che è inserito in un blocco separato: il monitor. Se invece è un computer all-in-one, anche il display è compreso nell'unità centrale. La principale interfaccia utente di input, la tastiera, può sia costituire un blocco a sé, sia essere compresa nell'unità centrale (come ad esempio negli home computer). Il mouse invece costituisce sempre un blocco a sé.

### Nei notebook computer

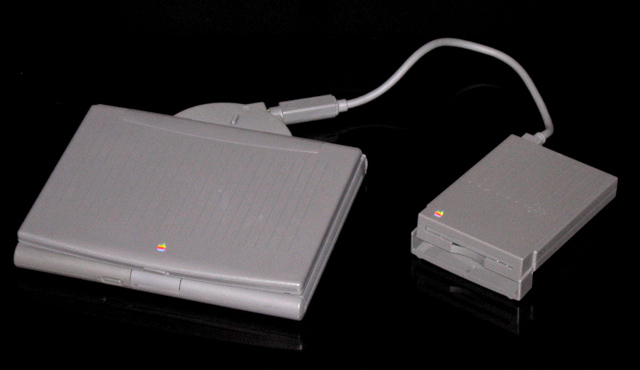
L'unità centrale (a sinistra) e l'unità a disco (a destra) di un notebook computer

Nei notebook computer l'unità centrale comprende tutte le principali componenti hardware del computer. In tali computer si parla quindi di unità centrale solo in conseguenza del fatto che sono sempre dotati di varie porte per la connessione di periferiche esterne (di norma opzionali). L'unità centrale è dotata anche di alimentazione elettrica autonoma grazie a batterie elettriche ricaricabili integrate nell'unità centrale. Nella confezione di vendita del notebook, di norma è compreso anche un alimentatore elettrico. L'alimentatore costituisce un blocco hardware separato dall'unità centrale e permette, se collegato alla rete elettrica, di alimentare elettricamente il computer quando le batterie elettriche sono scariche, nonché di ricaricare tali batterie.

### Nei tablet
Anche nei tablet computer l'unità centrale comprende tutte le principali componenti hardware del computer.